# ایموئس
ایموئس (انگلیسی: Imués) یک منطقه مسکونی در کشور کلمبیا است.